# Saša Ilić (calciatore)
Saša Ilić (in serbo Саша Илић?; Požarevac, 30 dicembre 1977) è un allenatore di calcio ed ex calciatore serbo, di ruolo centrocampista.

## Carriera

### Club
Cresciuto nelle giovanili del Partizan, debuttò in prima squadra nel 1996, diventando uno dei punti di forza della formazione bianco-nera di Belgrado, vincendo quattro Campionati di Serbia e Montenegro (1997, 1999, 2002, 2003) e due Coppe di Serbia e Montenegro (1998 e 2001), mettendo a segno ben 101 gol in 202 incontri.
Nella seconda parte della stagione 2003-2004, si trasferisce in Spagna, al Celta Vigo, con cui retrocede. Fa quindi ritorna in Serbia, sempre nelle file del Partizan Belgrado con cui vince il campionato serbo-montenegrino 2004-2005. Nell'estate del 2005 si trasferisce in Turchia, al Galatasaray dove nel ruolo che fu di Gheorghe Hagi, mette a segno 27 gol in 71 partite, e con cui vince il campionato turco 2005-2006.
Nell'agosto del 2007 viene acquistato dal Salisburgo. Dopo una stagione travagliata nel campionato austriaco, nel 2011 ritorna nelle file del Partizan con il quale vince campionato e coppa, ereditando la fascia di capitano, del club bianco-nero, dopo il ritiro di Mladen Krstajić.

### Nazionale
Dopo il debutto, nel 2000, con la Serbia ha partecipato al campionato del mondo 2006.

## Statistiche

### Presenze nei club
Statistiche aggiornate al 19 maggio 2019.
| Stagione           | Squadra            | Campionato         | Campionato | Campionato | Coppe nazionali | Coppe nazionali | Coppe nazionali | Coppe continentali | Coppe continentali | Coppe continentali | Altre coppe | Altre coppe | Altre coppe | Totale | Totale | Totale |
| Stagione           | Squadra            | Comp               | Pres       | Reti       | Comp            | Pres            | Reti            | Comp               | Pres               | Reti               | Comp        | Pres        | Reti        | Pres   | Reti   |        |
| ------------------ | ------------------ | ------------------ | ---------- | ---------- | --------------- | --------------- | --------------- | ------------------ | ------------------ | ------------------ | ----------- | ----------- | ----------- | ------ | ------ | ------ |
| 1998-1999          | Partizan           | SL                 | 23         | 14         | KS              | 7               | 5               | CdC                | 6                  | 1                  | -           | -           | -           | 36     | 20     |        |
| 1999-2000          | Partizan           | SL                 | 32         | 17         | KS              | 2               | 1               | UCL+CU             | 6+1                | 3+0                | -           | -           | -           | 41     | 21     |        |
| 2000-2001          | Partizan           | SL                 | 30         | 19         | KS              | 4               | 3               | CU                 | 4                  | 4                  | -           | -           | -           | 38     | 26     |        |
| 2001-2002          | Partizan           | SL                 | 28         | 12         | KS              | 3               | 0               | CU                 | 3                  | 0                  | -           | -           | -           | 34     | 12     |        |
| 2002-2003          | Partizan           | SL                 | 25         | 11         | KS              | 2               | 0               | UCL+CU             | 4+4                | 1+1                | -           | -           | -           | 35     | 13     |        |
| 2003-gen. 2004     | Partizan           | SL                 | 14         | 6          | KS              | 1               | 0               | UCL                | 10                 | 2                  | -           | -           | -           | 25     | 8      |        |
| gen.-giu. 2004     | Celta Vigo         | PD                 | 13         | 1          | CR              | -               | -               | -                  | -                  | -                  | -           | -           | -           | 13     | 1      |        |
| 2004-2005          | Partizan           | SL                 | 22         | 16         | KS              | 4               | 1               | CU                 | 10                 | 2                  | -           | -           | -           | 36     | 19     |        |
| 2005-2006          | Galatasaray        | SL                 | 30         | 12         | TK              | 4               | 0               | CU                 | 0                  | 0                  | -           | -           | -           | 34     | 12     |        |
| 2006-2007          | Galatasaray        | SL                 | 29         | 10         | TK              | 4               | 0               | UCL                | 8                  | 3                  | ST          | 1           | 0           | 42     | 13     |        |
| Totale Galatasaray | Totale Galatasaray | Totale Galatasaray | 59         | 22         |                 | 8               | 0               |                    | 8                  | 3                  |             | 1           | 0           | 76     | 25     |        |
| 2007-2008          | Salisburgo         | BL                 | 30         | 8          | -               | -               | -               | UCL+CU             | 1+0                | 1                  | -           | -           | -           | 31     | 9      |        |
| 2008-gen. 2009     | Salisburgo         | BL                 | 3          | 0          | CA              | 0               | 0               | CU                 | 2                  | 1                  | -           | -           | -           | 5      | 1      |        |
| gen.-giu. 2009     | Larissa            | SL                 | 12+5       | 0+1        | CG              | 1               | 0               | -                  | -                  | -                  | -           | -           | -           | 18     | 1      |        |
| 2009-gen. 2010     | Salisburgo         | BL                 | 1          | 0          | CA              | 1               | 0               | UCL+UEL            | 4+0                | 0                  | -           | -           | -           | 6      | 0      |        |
| Totale Salisburgo  | Totale Salisburgo  | Totale Salisburgo  | 34         | 8          |                 | 1               | 0               |                    | 7                  | 2                  |             | -           | -           | 42     | 10     |        |
| gen.-giu. 2010     | Partizan           | SL                 | 14         | 3          | CS              | 1               | 0               | -                  | -                  | -                  | -           | -           | -           | 15     | 3      |        |
| 2010-2011          | Partizan           | SL                 | 25         | 1          | CS              | 5               | 1               | UCL                | 12                 | 1                  | -           | -           | -           | 42     | 3      |        |
| 2011-2012          | Partizan           | SL                 | 25         | 4          | CS              | 5               | 1               | UCL+UEL            | 4+2                | 0                  | -           | -           | -           | 36     | 5      |        |
| 2012-2013          | Partizan           | SL                 | 25         | 5          | CS              | 0               | 0               | UCL+UEL            | 4+8                | 0                  | -           | -           | -           | 37     | 5      |        |
| 2013-2014          | Partizan           | SL                 | 26         | 5          | CS              | 2               | 0               | UCL+UEL            | 4+2                | 0                  | -           | -           | -           | 34     | 5      |        |
| 2014-2015          | Partizan           | SL                 | 27         | 3          | CS              | 5               | 0               | UCL+UEL            | 4+7                | 0                  | -           | -           | -           | 43     | 3      |        |
| 2015-2016          | Partizan           | SL                 | 28         | 6          | CS              | 5               | 0               | UCL+UEL            | 6+2                | 0                  | -           | -           | -           | 41     | 6      |        |
| 2016-2017          | Partizan           | SL                 | 22         | 0          | CS              | 3               | 0               | UEL                | 1                  | 0                  | -           | -           | -           | 26     | 0      |        |
| 2017-2018          | Partizan           | SL                 | 20         | 1          | CS              | 4               | 1               | UCL+UEL            | 3+4                | 0                  | -           | -           | -           | 31     | 2      |        |
| 2018-2019          | Partizan           | SL                 | 12         | 0          | CS              | 4               | 0               | UEL                | 1                  | 0                  | -           | -           | -           | 17     | 0      |        |
| Totale Partizan    | Totale Partizan    | Totale Partizan    | 398        | 123        |                 | 57              | 13              |                    | 112                | 15                 |             | -           | -           | 567    | 151    |        |
| Totale carriera    | Totale carriera    | Totale carriera    | 521        | 155        |                 | 67              | 13              |                    | 127                | 20                 |             | 1           | 0           | 716    | 188    |        |

### Cronologia presenze e reti in nazionale

#### RF Jugoslavia
| Cronologia completa delle presenze e delle reti in nazionale ― Jugoslavia | Cronologia completa delle presenze e delle reti in nazionale ― Jugoslavia | Cronologia completa delle presenze e delle reti in nazionale ― Jugoslavia | Cronologia completa delle presenze e delle reti in nazionale ― Jugoslavia | Cronologia completa delle presenze e delle reti in nazionale ― Jugoslavia | Cronologia completa delle presenze e delle reti in nazionale ― Jugoslavia | Cronologia completa delle presenze e delle reti in nazionale ― Jugoslavia | Cronologia completa delle presenze e delle reti in nazionale ― Jugoslavia |
| Data                                                                      | Città                                                                     | In casa                                                                   | Risultato                                                                 | Ospiti                                                                    | Competizione                                                              | Reti                                                                      | Note                                                                      |
| ------------------------------------------------------------------------- | ------------------------------------------------------------------------- | ------------------------------------------------------------------------- | ------------------------------------------------------------------------- | ------------------------------------------------------------------------- | ------------------------------------------------------------------------- | ------------------------------------------------------------------------- | ------------------------------------------------------------------------- |
| 16-8-2000                                                                 | Belfast                                                                   | Irlanda del Nord                                                          | 1 – 2                                                                     | Jugoslavia                                                                | Amichevole                                                                | -                                                                         | 67’                                                                       |
| 3-9-2000                                                                  | Lussemburgo                                                               | Lussemburgo                                                               | 0 – 2                                                                     | Jugoslavia                                                                | Qual. Mondiali 2002                                                       | -                                                                         | 73’                                                                       |
| 15-11-2000                                                                | Bucarest                                                                  | Romania                                                                   | 2 – 1                                                                     | Jugoslavia                                                                | Amichevole                                                                | -                                                                         | 50’                                                                       |
| 13-12-2000                                                                | Xanthi                                                                    | Grecia                                                                    | 1 – 1                                                                     | Jugoslavia                                                                | Amichevole                                                                | -                                                                         | 85’                                                                       |
| 14-1-2001                                                                 | Kochi                                                                     | Bosnia ed Erzegovina                                                      | 1 – 1                                                                     | Jugoslavia                                                                | Millennium Super Soccer Cup                                               | -                                                                         | cap.                                                                      |
| 16-1-2001                                                                 | Kochi                                                                     | Bangladesh                                                                | 1 – 4                                                                     | Jugoslavia                                                                | Millennium Super Soccer Cup                                               | 2                                                                         | cap.                                                                      |
| 20-1-2001                                                                 | Margao                                                                    | Romania                                                                   | 0 – 2                                                                     | Jugoslavia                                                                | Millennium Super Soccer Cup                                               | 1                                                                         | cap.                                                                      |
| 23-1-2001                                                                 | Calcutta                                                                  | Giappone                                                                  | 0 – 1                                                                     | Jugoslavia                                                                | Millennium Super Soccer Cup                                               | -                                                                         | cap. 75’                                                                  |
| 6-6-2001                                                                  | Toftir                                                                    | Fær Øer                                                                   | 0 – 6                                                                     | Jugoslavia                                                                | Qual. Mondiali 2002                                                       | -                                                                         | 70’                                                                       |
| 6-10-2001                                                                 | Belgrado                                                                  | Jugoslavia                                                                | 6 – 2                                                                     | Lussemburgo                                                               | Qual. Mondiali 2002                                                       | -                                                                         | 56’                                                                       |
| 27-3-2002                                                                 | Fortaleza                                                                 | Brasile                                                                   | 1 – 0                                                                     | Jugoslavia                                                                | Amichevole                                                                | -                                                                         | 79’                                                                       |
| 17-4-2002                                                                 | Smederevo                                                                 | Jugoslavia                                                                | 4 – 1                                                                     | Lituania                                                                  | Amichevole                                                                | 1                                                                         | 59’                                                                       |
| 8-5-2002                                                                  | East Rutherford                                                           | Ecuador                                                                   | 1 – 0                                                                     | Jugoslavia                                                                | Amichevole                                                                | -                                                                         | 61’                                                                       |
| 17-5-2002                                                                 | Mosca                                                                     | Ucraina                                                                   | 2 – 0                                                                     | Jugoslavia                                                                | Amichevole                                                                | -                                                                         | 78’                                                                       |
| 19-5-2002                                                                 | Mosca                                                                     | Russia                                                                    | 1 – 1 (5 – 6 dtr)                                                         | Jugoslavia                                                                | Amichevole                                                                | -                                                                         | 88’                                                                       |
| 21-8-2002                                                                 | Sarajevo                                                                  | Bosnia ed Erzegovina                                                      | 0 – 2                                                                     | Jugoslavia                                                                | Amichevole                                                                | -                                                                         | 68’                                                                       |
| Totale                                                                    |                                                                           | Presenze                                                                  | 16                                                                        |                                                                           | Reti                                                                      | 4                                                                         |                                                                           |

#### Serbia e Montenegro
| Cronologia completa delle presenze e delle reti in nazionale ― Serbia e Montenegro | Cronologia completa delle presenze e delle reti in nazionale ― Serbia e Montenegro | Cronologia completa delle presenze e delle reti in nazionale ― Serbia e Montenegro | Cronologia completa delle presenze e delle reti in nazionale ― Serbia e Montenegro | Cronologia completa delle presenze e delle reti in nazionale ― Serbia e Montenegro | Cronologia completa delle presenze e delle reti in nazionale ― Serbia e Montenegro | Cronologia completa delle presenze e delle reti in nazionale ― Serbia e Montenegro | Cronologia completa delle presenze e delle reti in nazionale ― Serbia e Montenegro |
| Data                                                                               | Città                                                                              | In casa                                                                            | Risultato                                                                          | Ospiti                                                                             | Competizione                                                                       | Reti                                                                               | Note                                                                               |
| ---------------------------------------------------------------------------------- | ---------------------------------------------------------------------------------- | ---------------------------------------------------------------------------------- | ---------------------------------------------------------------------------------- | ---------------------------------------------------------------------------------- | ---------------------------------------------------------------------------------- | ---------------------------------------------------------------------------------- | ---------------------------------------------------------------------------------- |
| 3-6-2003                                                                           | Leicester                                                                          | Inghilterra                                                                        | 2 – 1                                                                              | Serbia e Montenegro                                                                | Amichevole                                                                         | -                                                                                  | 67’                                                                                |
| 20-8-2003                                                                          | Belgrado                                                                           | Serbia e Montenegro                                                                | 1 – 0                                                                              | Galles                                                                             | Qual. Euro 2004                                                                    | -                                                                                  | 67’                                                                                |
| 10-9-2003                                                                          | Belgrado                                                                           | Serbia e Montenegro                                                                | 1 – 1                                                                              | Italia                                                                             | Qual. Euro 2004                                                                    | 1                                                                                  |                                                                                    |
| 16-11-2003                                                                         | Płock                                                                              | Polonia                                                                            | 4 – 3                                                                              | Serbia e Montenegro                                                                | Amichevole                                                                         | -                                                                                  | 50’                                                                                |
| 31-3-2004                                                                          | Belgrado                                                                           | Serbia e Montenegro                                                                | 0 – 1                                                                              | Norvegia                                                                           | Amichevole                                                                         | -                                                                                  | 72’                                                                                |
| 11-7-2004                                                                          | Fukuoka                                                                            | Serbia e Montenegro                                                                | 2 – 0                                                                              | Slovacchia                                                                         | Amichevole                                                                         | -                                                                                  | 87’                                                                                |
| 13-7-2004                                                                          | Yokohama                                                                           | Giappone                                                                           | 1 – 0                                                                              | Serbia e Montenegro                                                                | Amichevole                                                                         | -                                                                                  | 24’                                                                                |
| 30-3-2005                                                                          | Belgrado                                                                           | Serbia e Montenegro                                                                | 0 – 0                                                                              | Spagna                                                                             | Qual. Mondiali 2006                                                                | -                                                                                  | 65’                                                                                |
| 15-8-2005                                                                          | Kiev                                                                               | Polonia                                                                            | 3 – 2                                                                              | Serbia e Montenegro                                                                | Amichevole                                                                         | -                                                                                  | 61’                                                                                |
| 17-8-2005                                                                          | Kiev                                                                               | Ucraina                                                                            | 2 – 1                                                                              | Serbia e Montenegro                                                                | Amichevole                                                                         | -                                                                                  | 28’ 58’                                                                            |
| 3-9-2005                                                                           | Belgrado                                                                           | Serbia e Montenegro                                                                | 2 – 0                                                                              | Lituania                                                                           | Qual. Mondiali 2006                                                                | 1                                                                                  | 89’                                                                                |
| 7-9-2005                                                                           | Madrid                                                                             | Spagna                                                                             | 1 – 1                                                                              | Serbia e Montenegro                                                                | Qual. Mondiali 2006                                                                | -                                                                                  | 46’                                                                                |
| 12-10-2005                                                                         | Belgrado                                                                           | Serbia e Montenegro                                                                | 1 – 0                                                                              | Bosnia ed Erzegovina                                                               | Qual. Mondiali 2006                                                                | -                                                                                  | 74’                                                                                |
| 13-11-2005                                                                         | Nanchino                                                                           | Cina                                                                               | 0 – 2                                                                              | Serbia e Montenegro                                                                | Amichevole                                                                         | -                                                                                  | 74’                                                                                |
| 16-11-2005                                                                         | Seul                                                                               | Corea del Sud                                                                      | 0 – 2                                                                              | Serbia e Montenegro                                                                | Amichevole                                                                         | -                                                                                  | 74’                                                                                |
| 27-5-2006                                                                          | Belgrado                                                                           | Serbia e Montenegro                                                                | 1 – 1                                                                              | Uruguay                                                                            | Amichevole                                                                         | -                                                                                  | 79’                                                                                |
| 21-6-2006                                                                          | Monaco di Baviera                                                                  | Costa d'Avorio                                                                     | 3 – 2                                                                              | Serbia e Montenegro                                                                | Mondiali 2006 - 1º Turno                                                           | 1                                                                                  |                                                                                    |
| Totale                                                                             |                                                                                    | Presenze                                                                           | 17                                                                                 |                                                                                    | Reti                                                                               | 3                                                                                  |                                                                                    |

#### Serbia
| Cronologia completa delle presenze e delle reti in nazionale ― Serbia | Cronologia completa delle presenze e delle reti in nazionale ― Serbia | Cronologia completa delle presenze e delle reti in nazionale ― Serbia | Cronologia completa delle presenze e delle reti in nazionale ― Serbia | Cronologia completa delle presenze e delle reti in nazionale ― Serbia | Cronologia completa delle presenze e delle reti in nazionale ― Serbia | Cronologia completa delle presenze e delle reti in nazionale ― Serbia | Cronologia completa delle presenze e delle reti in nazionale ― Serbia |
| Data                                                                  | Città                                                                 | In casa                                                               | Risultato                                                             | Ospiti                                                                | Competizione                                                          | Reti                                                                  | Note                                                                  |
| --------------------------------------------------------------------- | --------------------------------------------------------------------- | --------------------------------------------------------------------- | --------------------------------------------------------------------- | --------------------------------------------------------------------- | --------------------------------------------------------------------- | --------------------------------------------------------------------- | --------------------------------------------------------------------- |
| 16-8-2006                                                             | Uherské Hradiště                                                      | Rep. Ceca                                                             | 1 – 3                                                                 | Serbia                                                                | Amichevole                                                            | -                                                                     | 46’                                                                   |
| 2-9-2006                                                              | Belgrado                                                              | Serbia                                                                | 1 – 0                                                                 | Azerbaigian                                                           | Qual. Euro 2008                                                       | -                                                                     | 64’                                                                   |
| 11-10-2006                                                            | Belgrado                                                              | Serbia                                                                | 3 – 0                                                                 | Armenia                                                               | Qual. Euro 2008                                                       | -                                                                     | 46’                                                                   |
| 26-3-2008                                                             | Kiev                                                                  | Ucraina                                                               | 2 – 0                                                                 | Serbia                                                                | Amichevole                                                            | -                                                                     | 69’                                                                   |
| 24-5-2008                                                             | Dublino                                                               | Irlanda                                                               | 1 – 1                                                                 | Serbia                                                                | Amichevole                                                            | -                                                                     | 86’                                                                   |
| 28-5-2008                                                             | Burghausen                                                            | Russia                                                                | 2 – 1                                                                 | Serbia                                                                | Amichevole                                                            | -                                                                     | 76’                                                                   |
| 31-5-2008                                                             | Gelsenkirchen                                                         | Germania                                                              | 2 – 1                                                                 | Serbia                                                                | Amichevole                                                            | -                                                                     | 73’                                                                   |
| 6-9-2008                                                              | Belgrado                                                              | Serbia                                                                | 2 – 0                                                                 | Fær Øer                                                               | Qual. Mondiali 2010                                                   | -                                                                     | 61’                                                                   |
| Totale                                                                |                                                                       | Presenze                                                              | 8                                                                     |                                                                       | Reti                                                                  | 0                                                                     |                                                                       |

## Palmarès

### Giocatore

#### Club
- Campionato jugoslavo: 3

Partizan: 1996-1997, 1998-1999, 2001-2002
- Coppa di Jugoslavia: 1

Partizan: 1997-1998
- Campionato serbomontenegrino: 2

Partizan: 2002-2003, 2004-2005
- Coppa di Serbia e Montenegro: 1

Partizan: 2000-2001
- Coppa di Serbia: 3

2010-2011, 2016-2017, 2018-2019
- Campionato turco: 1

Galatasaray: 2005-2006
- Campionato austriaco: 1

Salisburgo: 2009-2010
- Campionato serbo: 1

Partizan: 2010-2011